# محمدي بك أتابك
محمدي بك عباسي (سيد محمد) بن جيهانكير شاه أتابك بن الشاه رستم الأول بن شاه حسين أتابك بن عز الدين محمد بن شجاع الدين محمود بن عز الدين حسين.
أتابك لورستان وبروجرد الرابع والعشرين من عائلة الاتابكة بني خورشيد.
والحاكم العاشر من الأسرة الحسينية (أسرة عز الدين حسين أتابك).

## حياته
ولد مُحمدي بك وترعرع في مدينة خرم آباد -عاصمة أجداده- ثم في قلعة (چنگوله) قرب الحدود العراقية حتى أصبح شاباً، وقضى فترة طفولته وشبابه في تعلم أساليب السياسة والحرب، فكان محمدي طموحاً للوصول إلى سرير الحكم الذي كان يشغله شقيقه الكبير شاه رستم الثاني بن جيهانكير أتابك خصوصاً مع أسلوب تربيته التي حرص القادة والحاشية على إتباعها مع اختفاء شقيقه الكبير خلال فترة طفولته في سجون الشاه.
فخرج محمدي على أخاه مطالباً بالحكم ولم يطول الأمر حتى نشبت الحرب بين الأخوين وتطاحن الطرفان في حرب ضروس عام 1557م تقريباً إنتهت بدخول بعض الرجال المصلحين بين الطرفين وعقد الصلح بينهم، فتم تخصيص منطقتين من لورستان (سُدسان بلاد اللور) بما فيها مدينة بشتكوه الشهيرة للأمير محمدي بك وأربعة مناطق (أربعة أسداس بلاد اللور) من ضمنها العاصمة خرم آباد للأتابك شاه رستم الثاني، وأستمر الأخوين يحكمان تلك المناطق لفترة من الزمن إلا أن المنافسة بينهم لم تخمد فظل أحدهما يراقب تحركات الآخر للوقيعة به.

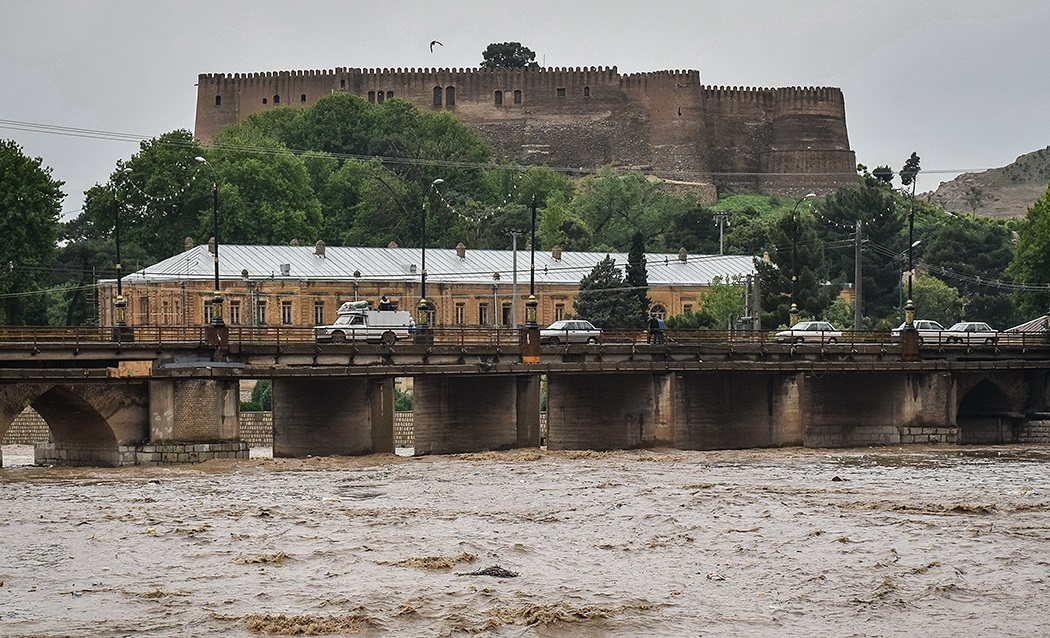
صورة حديثة لمنطقة من مدينة (خرم آباد)، وتظهر في الخلفية قلعة (فلك الأفلاك) المطلة على نهر خرم آباد، مركز حكم وإقامة حكام بنو خورشيد.

## اعتقال ونفي محمدي بك
بعد فترة من الزمن اوعز شاه إيران طهماسب الأول إلى عامله وواليه على مدينة همدان (أمير خان موصلو) بالتحرك للقضاء على التمرد الذي حدث في مناطق اللور البختيار التي كانت تخضع لإدارة (تاج مير استركي) الذي كان عامل الصفويين على قبائل البختيار.
بعد أن أنهى أمير خان موصلو مهمته وقضى على التمرد؛ أختار أن يكون طريق العودة إلى مدينته همدان عبر لورستان، فأحسن الشاه رستم الثاني استقباله وعرض عليه خدماته، فطلب منه أمير خان أن يساعد عامل الصفويين في منطقة بختياري (تاج مير) أن احتاج إلى المساعدة؛ فعرف الشاه رستم من خلال كلام أمير خان موصلو مدى حاجة كل من (تاج مير) عامل البختيار و(أمير خان موصلو) إليه وإلى موقعه القريب من منطقة بختياري.
لذلك استغل الشاه رستم الثاني الفرصة وشرح لأمير خان موصلو مظالم شقيقه محمدي بك الذي تمرد ضده وطلب من أمير خان أن يدفع غائلة تمرد شقيقه محمدي بك مقابل مساعدة تاج مير، فوافق أمير خان على الموضوع ووعد شاه رستم بتحقيق رغبته بأقرب فرصة ممكنة، وما أن عاد امير خان موصلو إلى ولايته (ولاية همدان) حتى دعى أمير بشتكوه محمدي بك شقيق شاه رستم الثاني للحضور إلى همدان لإقامة وليمة على شرف أمير پشتكوه، فحضر محمدي بك برفقة قرابة 100 شخص من حاشيته فلم يطول الأمر حتى وقعوا في كمين حرس أمير خان موصلو الذي حضرهم مسبقاً وتم اعتقال الأمير وجميع حاشيته.

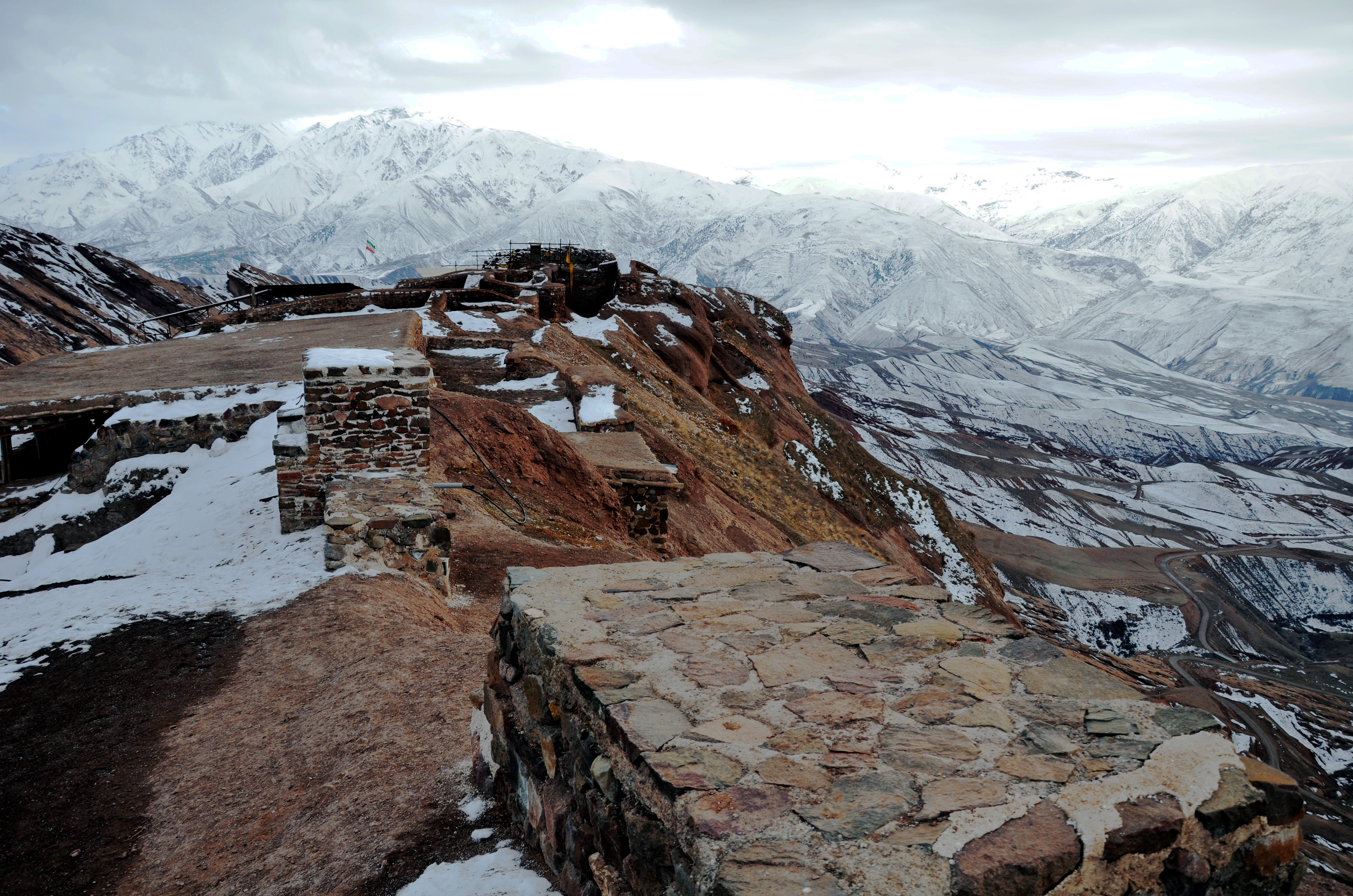
صورة حديثة لبقايا واطلال قلعة آلموت

إلا أنه توجد بعض الروايات الأخرى المشابهة لهذه القصة، إحداها يذكر أن صاحب الوليمة كان أتابك لورستان شاه رستم الثاني (شقيق محمدي بك) وليس أمير خان، ومصادر أخرى تذكر أنه قد قامت حرب ضروس بين أمير خان ومحمدي بك قبل أن يتمكنون من اعتقال الأمير محمدي، ولكن تبقى الرواية الأشهر هي رواية كمين أمير خان موصلو بأمير پشتكوه من خلال الوليمة المقامة على شرفه.
تم اعتقال الأمير وجميع حاشيته و تم نفيهم بأمر الشاه إلى قلعة آلموت الشهيرة التي تقع أقصى شمال إيران داخل منطقة جبلية معزولة، وتم فرض الإقامة الجبرية عليهم، ولم يتم إخلاء سبيلهم إلا بعد 10 أعوام.

## الإفراج عن محمدي بك
بعد مرور عدة سنوات على حبس محمدي بك
طلب شاهوردي خان بن محمدي بك من عمه الأتابك شاه رستم الثاني ببذل جهوده للإفراج عن والده محمدي وحاشيته إلا أن الشاه رستم الثاني لم يستجيب لمطالب أبن أخيه، فجهز شاهوردي خان مع أشقائه الثلاثة عدد من المسلحين تحت قيادتهم وهجموا على بعض أنحاء لورستان وغرب إيران بما فيها مدينة همدان وأصفهان.
كلما كان الشاه رستم الثاني وقادة الجيش القزلباش يحاولون صد الهجمات المتكررة لا يزدادون إلا اخفاقاً، لذلك عرض أمراء الدولة وأركانها على شاه إيران إخلاء سبيل محمدي بك، لذلك اخلى الشاه سبيل الأمير وحاشيته بعد أن تم حبسهم لفترة قاربت 10 سنوات.

## الهجوم على خرم آباد
أدرك محمدي بيك الأوضاع الخطرة التي تحيط به وبعائلته في ظل حكم شقيقه الشاه رستم الثاني، فقام بعد خروجه على تأسيس عدد من القوات العسكرية وهجم بكل قوته على العاصمة خرم آباد وتمكن من دحر القوات التابعة لشقيقه الأتابك، ودخل خرم آباد فاتحاً عام 1576م، أما شاه رستم الثاني فقبل دخول قوات شقيقه لخرم آباد هرب إلى قزوين التي تقع في شمال إيران ليقضي بقية حياته هناك، أما محمدي بيك فاستتب له الأمر وجلس على سرير الحكم في خرم آباد.

## العلاقات مع الدولة الصفوية
بعد استقرار الأوضاع أرسل الاتابك محمدي بك وفداً من أعيان حكومته مع بعض الهدايا الثمينة إلى شاه إيران طهماسب الأول، ليعلن من خلال هذا الوفد حسن نيته واستمرار تبعية الأتابكية الخورشيدية لحكومة الشاه، وشرح كذلك أسباب انقلابه على شقيقه، لذلك أقتنع الشاه وثبته بصفة رسمية حاكماً على خرم آباد وبشتكوه وأقاليم اللر.
ظل محمدي بيك كذلك وفياً لعهده مع الصفويين حتى وفاة الشاه إسماعيل الثاني الصفوي عام 1577م؛ وذلك لأنه بعد وفاة هذا الشاه عمت الاضطرابات إرجاء بلاد فارس تلقائياً بسبب اغتياله وثم الاختلاف حول وريثه بين أفراد الأسرة الصفوية.

## العلاقات مع الدولة العثمانية
بعد وفاة الشاه إسماعيل الثاني عام 1577م فقدت الدولة الصفوية سلطتها السابقة وأصبحت دولة ضعيفة، لذلك تعرضت لرستان لخطر الطامعين، لذلك أسرع الأتابك محمدي إلى إعلان تبعية بلاد اللور للدولة العثمانية وذلك للاستفادة من قوة الدولة العثمانية في صد الغزاة والحكام المحليين وفي نفس الوقت لأبعاد بلاده عن التدمير والاحتلال من قبل العثمانيين نفسهم، فقام الأتابك بإرسال وفد للسلطان العثماني (مراد الرابع بن أحمد الأول) ليقبل بإعلان التبعية، ولإظهار حسن النية أرسل الأتابك إثنين من أولاده (شاهوردي خان وجيهانكير) رهينة في قصر حكومة بغداد العثمانية وصار يدفع الضرائب والاتاوات المفروضة سنوياً للدولة العثمانية بشكل رسمي.

## الخلافات مع العثمانيين
لم تدم فترة طويلة حتى ظهرت الخلافات بين الاتابك اللري والعثمانيين، حيث أدرك الأتابك أن العثمانيين ينوون بسط سيطرتهم بشكل مباشر على غرب إيران كلها وخلعه عن الحكم، وزاده تأكيداً فرار ولديه جيهانكير وشاهوردي من ولاية بغداد العثمانية باتجاه لورستان ومن ثم التحاقهما بوالدهما الأتابك.
لذلك أستعد الأتابك للحرب وصار يدفع تحرشات العثمانيين عن حدود البلاد الغربية لدرجة لفت معها انتباه الشاه الصفوي الجديد محمد خدا بنده.

## العلاقات الجديدة معالصفويينومصاهرة الأسرة الحاكمة
كانت جهود محمدي بك موضع إعجاب شاه إيران محمد خُدابنده، الذي حمد جهوده وشجاعته فنشئت على أثر ذلك علاقات طيبة بين الأتابك والشاه، حتى تم فيما بعد زواج كلاً من ولي عهد إيران الأمير حمزة ميرزا بن الشاه محمد خُدابنده (شقيق الشاه عباس الكبير) وپري شاه بنت الأتابك مُحمدي بك.
اناط الشاه كذلك مسؤولية كامل إدارة وحماية كافة الحدود والثغور الغربية بالأتابك.

## نسله
كان للأتابك اللُري عدة أبناء، وهم:
1. شاهوردي خان (أتابك لورستان وبروجرد الأخير)، وله:
  1. أميرة أصبحت زوجة الحسين خان الأول الأكبر سنة 1598م.
  2. أميرة أصبحت زوجة (بهرام ميرزا بك)، أمير هورامان.
2. علي خان.
3. جيهانكير خان.
4. آسلمز خان.
5. الأميرة پري شاه، زوجة الشاه عباس الأول منذ سنة 1591م، ولهما: 
  1. الأمير حسين ميرزا الموسوي الصفوي (توفي سنة 1603م تقريباً).

## وفاته
استمر الأتابك مُحمدي بإدارة الأقاليم الخاضعة له بكل حزم وجدارة، وكذلك ظل وفياً للشاه خدابنده.
توفي محمدي بك خلال الفترة (1580م-1585م)
خلفهُ بالحكم أبنه وولي عهده شاهوردي خان.